# Парламентарни избори в Северна Корея (2014)
Парламентарните избори в Северна Корея през 2014 г. са тринадесети избори за Върховно събрание и са проведени на 9 март.
Това са първите избори след идването на власт на Ким Чен Ун след смъртта на неговия баща Ким Чен Ир и след екзекуцията на Чан Сон Тек.

## Резултати
| Коалиция                                        | Партия                               | Гласове | %     | Места |
| ----------------------------------------------- | ------------------------------------ | ------- | ----- | ----- |
| Демократичен фронт за обединение на отечеството | Корейска работническа партия         |         | 100,0 | 607   |
| Демократичен фронт за обединение на отечеството | Социалдемократическа партия на Корея | 50      | 100,0 |       |
| Демократичен фронт за обединение на отечеството | Чондоистка партия                    | 22      | 100,0 |       |
| Демократичен фронт за обединение на отечеството | Асоциация на корейците в Япония      | 5       | 100,0 |       |
| Демократичен фронт за обединение на отечеството | Религиозни асоциации                 | 3       | 100,0 |       |
| Общо                                            | Общо                                 |         | 100   | 687   |
| Регистрирани гласове/активност                  | Регистрирани гласове/активност       |         | 99,97 | –     |
| Източник:                                       |                                      |         |       |       |